# Ocyptamus phaeoptera
Ocyptamus phaeoptera là một loài ruồi trong họ Ruồi giả ong (Syrphidae). Loài này được Schiner mô tả khoa học đầu tiên năm 1968. Ocyptamus phaeoptera phân bố ở vùng Tân Nhiệt đới